# توهين صوتي
التَّوْهِينُ الصَّوْتِيُّ هُوَ مِقْيَاسٌ لِفَقْدِ الطَّاقَةِ لِانْتِشَارِ الصَّوْتِ فِي الْوَسَائِطِ. تَتَمَتَّعُ مُعْظَمُ الْوَسَائِطِ بِلُزُوجَةٍ، وَبِالتَّالِي فَهِيَ لَيْسَتْ وَسَائِطَ مِثَالِيَّةً. عِنْدَمَا يَنْتَشِرُ الصَّوْتُ فِي مِثْلِ هَذِهِ الْوَسَائِطِ، هُنَاكَ دَائِمًا اسْتِهْلَاكٌ حَرَارِيٌّ لِلطَّاقَةِ نَاتِجٌ عَنْ اللُّزُوجَةِ. يُمْكِنُ قِيَاسُ هَذَا التَّأْثِيرِ مِنْ خِلَالِ قَانُونِ سْتُوكِسْ لِتَوْهِينِ الصَّوْتِ. قَدْ يَكُونُ تَوْهِينُ الصَّوْتِ أَيْضًا نَتِيجَةَ لِلتَّوْصِيلِ الْحَرَارِيِّ فِي الْوَسَائِطِ كَمَا أَوْضَحَ جِي كِيرْشُوفْ فِي عَامِ 1868. تَأْخُذُ صِيغَةُ التَّوْهِينِ فِي الْحُسْبَانِ تَأْثِيرَاتِ اللُّزُوجَةِ وَالتَّوْصِيلِ الْحَرَارِيِّ.
بِالنِّسْبَةِ لِلْوَسَائِطِ غَيْرِ الْمُتَجَانِسَةِ، إِلَى جَانِبٍ لِزَوْجَةِ الْوَسَائِطِ، يُعَدُّ التَّشَتُّتُ الصَّوْتِيُّ سَبَبًا رَئِيسِيًا آخَرَ لِإِزَالَةِ الطَّاقَةِ الصَّوْتِيَّةِ. يَلْعَبُ التَّوْهِينُ الصَّوْتِيُّ فِي وَسَطَ ضَيَاعٍ دَوْرًا مُهِمًا فِي الْعَدِيدِ مِنْ الْأَبْحَاثِ الْعِلْمِيَّةِ وَالْمَجَالَاتِ الْهَنْدَسِيَّةِ، مِثْلَ الْمَوْجَاتِ فَوْقَ الصَّوْتِيَّةِ الطِّبِّيَّةِ وَالِاهْتِزَازِ وَتَقْلِيلِ الضَّوْضَاءِ.

## قانون القوّة
تُظهر العديد من القياسات التجريبية والميدانية أن معامل التوهين الصوتي لمجموعة كبيرة من المواد اللزجة المرنة، مثل الأنسجة الرخوة والبوليمرات والتربة والصخور المسامية، يمكن التعبير عنها بقانون القوة أو القدرة التالي فيما يتعلق بالتردد:
{\displaystyle P(x+\Delta x)=P(x)e^{-\alpha (\omega )\Delta x},\alpha (\omega )=\alpha _{0}\omega ^{\eta }}
أين{\displaystyle \omega } هو التردد الزاوي، P الضغط،{\displaystyle \Delta x} مسافة انتشار الموجة،{\displaystyle \alpha (\omega )} معامل التوهين{\displaystyle \alpha _{0}} والتردد الأس المعتمد{\displaystyle \eta } هي معلمات مادية حقيقية غير سلبية تم الحصول عليها من خلال ملاءمة البيانات التجريبية وقيمة{\displaystyle \eta } من 0 إلى 2. التوهين الصوتي في الماء، تعتمد العديد من المعادن والمواد البلورية على مربع التردد، أي{\displaystyle \eta =2}. في المقابل، يلاحظ على نطاق واسع أن الأس المعتمد على التردد{\displaystyle \eta } من المواد اللزجة المرنة بين 0 و 2. على سبيل المثال، الأس{\displaystyle \eta } الرواسب والتربة والصخور حوالي 1، والأس{\displaystyle \eta } معظم الأنسجة الرخوة بين 1 و 2.
تقتصر معادلات انتشار الموجة الصوتية التبديدية التقليدية على التوهين المعتمد على التردد المستقل والتردد التربيعي، مثل معادلة الموجة المخففة ومعادلة الموجة الحرارية التقريبية. في العقود الأخيرة، تركز الاهتمام والجهود المتزايدة على تطوير نماذج دقيقة لوصف التوهين الصوتي المعتمد على قانون السلطة العام. يتم إنشاء معظم هذه النماذج الحديثة المعتمدة على التردد من خلال تحليل رقم الموجة المعقدة ثم يتم تمديدها لانتشار الموجات العابرة. يعتبر نموذج الاسترخاء المتعدد لزوجة قانون الطاقة الكامنة وراء عمليات الاسترخاء الجزيئي المختلفة. اقترح Szabo معادلة موجة صوتية تبديدية متكاملة للالتفاف الزمني. من ناحية أخرى، يتم تطبيق معادلات الموجات الصوتية القائمة على نماذج مشتقة جزئية مرنة لوصف التوهين الصوتي المعتمد على قانون الطاقة. اقترح تشين وهولم المشتق الجزئي الموجب المعدل معادلة موجة سزابو ومعادلة موجات لابلاسيان الكسرية. للحصول على ورقة تقارن معادلات الموجة الكسرية مع نموذج توهين قانون القوة. يغطي هذا الكتاب عن تخفيف قانون السلطة أيضًا الموضوع بمزيد من التفصيل.
يمكن وصف ظاهرة التوهين التي تخضع لقانون قدرة التردد باستخدام معادلة موجية سببية، مشتقة من معادلة تأسيسية جزئية بين الإجهاد والانفعال. تتضمن معادلة الموجة هذه مشتقات زمنية كسرية:
{\displaystyle {\nabla ^{2}u-{\dfrac {1}{c_{0}^{2}}}{\frac {\partial ^{2}u}{\partial t^{2}}}+\tau _{\sigma }^{\alpha }{\dfrac {\partial ^{\alpha }}{\partial t^{\alpha }}}\nabla ^{2}u-{\dfrac {\tau _{\epsilon }^{\beta }}{c_{0}^{2}}}{\dfrac {\partial ^{\beta +2}u}{\partial t^{\beta +2}}}=0.}}
ترتبط مثل هذه النماذج المشتقة الكسرية بالفرضية الشائعة بأن ظواهر الاسترخاء المتعددة، تؤدي إلى التوهين المقاس في الوسائط المعقدة. تم وصف هذا الارتباط بمزيد من التفصيل في عددٍ من أوراق البحوث، وكذا في ورقة استطلاع نُشرت في دورية محكمة.
بالنسبة للموجات محدودة النطاق الترددي، يصفُ القانون طريقة قائمة على النموذج لتحقيق التوهين السببي لقانون القوة باستخدام مجموعة من آليات الاسترخاء المنفصلة داخل ناشمان.
في السوائل المسامية في - الصخور الرسوبية المشبعة مثل الأحجار الرملية، ينتج التوهين الصوتي أساسًا عن التدفق الناجم عن الموجة لسائل المسام بالنسبة للإطار الصلب، مع{\displaystyle \eta } تتراوح بين 0.5 و 1.5.